# Campeonato Descentralizado 2010
El Campeonato Descentralizado 2010, por razones de patrocinio como Copa Cable Mágico 2010, fue la edición número 94 de la Primera División del Perú, la cuadragésimo quinta desde que se descentraliza en 1966, la cuadragésimo quinta bajo la denominación de Campeonato Descentralizado y la decimocuarto y última bajo el patrocinio de Cable Mágico.
Comenzó el sábado 13 de febrero y finalizó el domingo 12 de diciembre. Participaron 16 equipos y se otorgaron tres cupos tanto para la Copa Libertadores 2011 como para la Copa Sudamericana 2011.

## Sistema de competición
El campeonato se llevó a cabo en tres etapas: en la primera, los equipos jugaron en la modalidad de todos contra todos (fase regular) y el equipo que finalizó e primer lugar clasificó directamente a la Copa Libertadores como Perú 3; en la segunda etapa lo hicieron a través de dos series, mientras que en la tercera los ganadores de cada serie disputaron el título nacional.
Luego de terminar las 30 fechas de la fase regular, los equipos fueron separados en dos octogonales de acuerdo a su posición final. Los que terminaron en las posiciones pares fueron a un grupo y los que lo hicieron en las impares al otro. En estas también denominadas liguillas, cada equipo empezó con los puntos que hizo en la primera etapa. Los equipos que finalizaron en el primer lugar de cada serie –Universidad San Martín y León de Huánuco– clasificaron a la fase de grupos de la Copa Libertadores 2011 y disputaron el Título Nacional en encuentros de ida y vuelta. San Martín había ocupado el primer lugar en la primera etapa, pero tras haber ganado su grupo, el cupo Perú 3 para la Libertadores fue asignado al equipo mejor ubicado en la tabla acumulada. Los tres equipos subsiguientes en puntaje obtuvieron un cupo para la Copa Sudamericana 2011. El mismo método fue utilizado para definir el descenso: los 2 equipos con peor puntaje acumulado descendieron a Segunda División. En caso de haber habido empate en puntaje se hubiera jugado un partido extra en cancha neutral.

## Ascensos y descensos
Hubo 2 Descensos en la Temporada 2009 y 2 Ascensos (1 Campeón de Copa Perú y 1 Campeón de Segunda División) en esta Temporada.
Por lo que se Mantienen los mismos 16 equipos para este 2010.
| Posición             | Ascendidos de la Copa Perú y Segunda División 2009 |
| -------------------- | -------------------------------------------------- |
| 1. 1.º Final CP 2009 | León de Huánuco (Copa Perú 2009 Final) Asciende    |
| 2. 1.º 2D 2009       | Sport Boys (Segunda División 2009) Asciende        |

| Posición     | Descendidos a la Segunda División 2010           |
| ------------ | ------------------------------------------------ |
| 15.º 1D 2009 | Sport Áncash (Segunda División 2010) (D)         |
| 16.º 1D 2009 | Coronel Bolognesi FC (Segunda División 2010) (D) |

## Equipos participantes
| Club                      | Ciudad   | Entrenador           | Estadio               | Aforo  | Césped     | Marca    |
| ------------------------- | -------- | -------------------- | --------------------- | ------ | ---------- | -------- |
| Alianza Atlético          | Sullana  | Roberto Masa         | Municipal de La Unión | 5.000  | Natural    | Walon    |
| Alianza Lima              | Lima     | Gustavo Costas       | Alejandro Villanueva  | 35.000 | Natural    | Nike     |
| Cienciano                 | Cuzco    | Sergio Ibarra        | Garcilaso             | 42.056 | Natural    | Walon    |
| CNI                       | Iquitos  | Marcial Salazar      | Max Augustin          | 24.576 | Artificial | Joma     |
| FBC Melgar                | Arequipa | Carlos Daniel Jurado | Monumental de la UNSA | 60.000 | Natural    | Walon    |
| Ayacucho FC               | Ayacucho | Edgar Ospina         | Ciudad de Cumaná      | 15.000 | Natural    | Loma's   |
| José Gálvez               | Chimbote | Juan Caballero (i)   | Manuel Rivera Sánchez | 30.000 | Artificial | Real     |
| Juan Aurich               | Chiclayo | Juan Reynoso         | Elías Aguirre         | 23.000 | Artificial | Walon    |
| León                      | Huánuco  | Franco Navarro       | Heraclio Tapia        | 25.000 | Natural    | Loma's   |
| Sport Boys                | Callao   | Miguel Company       | Miguel Grau           | 18.000 | Natural    | Vieri    |
| Sport Huancayo            | Huancayo | André Barreto        | Huancayo              | 20.000 | Natural    | Manchete |
| Sporting Cristal          | Lima     | Víctor Rivera        | San Martín de Porres  | 18.000 | Natural    | Umbro    |
| Total Chalaco             | Callao   | Rafael Castillo      | Segundo Aranda Torres | 8.000  | Natural    | Walon    |
| Universidad César Vallejo | Trujillo | Mario Viera          | Mansiche              | 27.000 | Artificial | Joma     |
| Universidad San Martín    | Lima     | Aníbal Ruiz          | San Martín de Porres  | 18.000 | Natural    | Umbro    |
| Universitario de Deportes | Lima     | José del Solar       | Estadio Monumental    | 80.093 | Natural    | Umbro    |

### Cambios de entrenadores
| Jornada | Club                | Entrenador saliente     | Fecha de salida          | Posición | Reemplazado por           |
| ------- | ------------------- | ----------------------- | ------------------------ | -------- | ------------------------- |
| 8.ª     | Alianza Atlético    | Teddy Cardama           | 5 de abril de 2010       | 13.º     | Héctor Valle (interino)   |
| 8.ª     | Sport Boys          | Roberto Drago           | 7 de abril de 2010       | 10º      | Miguel Company            |
| 9.ª     | CNI                 | César Gonzales          | 13 de abril de 2010      | 15º      | Marcial Salazar           |
| 11.ª    | Alianza Atlético    | Héctor Valle (interino) | 27 de abril de 2010      | 14º      | Johano Bermúdez           |
| 12.ª    | Cienciano           | Edgar Ospina            | 4 de mayo de 2010        | 15º      | Sergio Ibarra             |
| 15.ª    | FBC Melgar          | Carlos Manta            | 24 de mayo de 2010       | 9º       | Carlos Daniel Jurado      |
| 16.ª    | Alianza Atlético    | Johano Bermúdez         | 31 de mayo de 2010       | 16º      | Teddy Cardama             |
| 19.ª    | Sport Huancayo      | Rafael Castillo         | 15 de junio de 2010      | 8º       | Cristóbal Cubilla         |
| 20.ª    | José Gálvez         | Julio César Uribe       | 25 de junio de 2010      | 14º      | Mario Flores              |
| 21.ª    | Universitario       | Juan Reynoso            | 29 de junio de 2010      | 3º       | Salvador Capitano         |
| 23.ª    | Inti Gas            | José Torres             | 16 de julio de 2010      | 9º       | Edgar Ospina              |
| 28.ª    | Universitario       | Salvador Capitano       | 16 de agosto de 2010     | 5º       | José del Solar            |
| 28.ª    | Juan Aurich         | Luis Fernando Suárez    | 16 de agosto de 2010     | 6º       | Juan Reynoso              |
| 29.ª    | Total Chalaco       | Wilmar Valencia         | 25 de agosto de 2010     | 11º      | Rafael Castillo           |
| 31.ª    | Sport Huancayo      | Cristóbal Cubilla       | 18 de septiembre de 2010 | 9.º      | Roberto Mosquera          |
| 38.ª    | Univ. César Vallejo | Mario Viera             | 31 de octubre de 2010    | 5.º      | Benjamín Navarro          |
| 43.ª    | José Gálvez         | Mario Flores            | 29 de noviembre de 2010  | 15.º     | Juan Caballero (interino) |

## Primera etapa
| #    | Equipo                    | PJ | G  | E  | P  | GF | GC | Dif | Pts |
| ---- | ------------------------- | -- | -- | -- | -- | -- | -- | --- | --- |
| 1.º  | Universidad San Martín    | 30 | 19 | 5  | 6  | 61 | 30 | +31 | 62  |
| 2.º  | León de Huánuco           | 30 | 17 | 5  | 8  | 55 | 31 | +29 | 56  |
| 3.º  | Alianza Lima              | 30 | 17 | 5  | 8  | 50 | 31 | +24 | 56  |
| 4.º  | Universidad César Vallejo | 30 | 16 | 5  | 9  | 48 | 30 | +18 | 53  |
| 5.º  | Universitario             | 30 | 16 | 5  | 9  | 43 | 22 | +34 | 51  |
| 6.º  | Juan Aurich               | 30 | 13 | 9  | 8  | 42 | 31 | +11 | 48  |
| 7.º  | Sporting Cristal          | 30 | 12 | 8  | 10 | 43 | 42 | +1  | 44  |
| 8.º  | Sport Huancayo            | 30 | 11 | 5  | 14 | 44 | 48 | -4  | 38  |
| 9.º  | Inti Gas                  | 30 | 12 | 2  | 16 | 36 | 43 | -7  | 38  |
| 10.º | FBC Melgar                | 30 | 9  | 9  | 12 | 38 | 49 | -11 | 36  |
| 11.º | CNI(4)                    | 30 | 10 | 7  | 13 | 39 | 51 | -12 | 33  |
| 12.º | Cienciano(2) (3)          | 30 | 9  | 6  | 15 | 35 | 50 | -15 | 31  |
| 13.º | Total Chalaco(6)          | 30 | 8  | 8  | 14 | 31 | 43 | -12 | 30  |
| 14.º | Sport Boys                | 30 | 8  | 6  | 16 | 34 | 55 | -21 | 30  |
| 15.º | José Gálvez(1)            | 30 | 6  | 10 | 14 | 19 | 39 | -20 | 28  |
| 16.º | Alianza Atlético          | 30 | 5  | 9  | 16 | 24 | 47 | -23 | 24  |

|  | Avanza al grupo de impares. |
|  | Avanza al grupo de pares.   |

(*) Clasificado a la Copa Libertadores 2011 como Perú 3. Sin embargo, posteriormente pasaría a ser Perú 1 tras ganar la final nacional; por lo tanto, el lugar de Perú 3 lo tomaría Alianza Lima, equipo de mayor puntaje acumulado sin contar a los finalistas.

### Resultados
Las filas corresponden a los encuentros de local de cada uno de los equipos, mientras que las columnas corresponden a los encuentros de visitante. Según las filas, los resultados en color azul corresponden a victoria del equipo local, rojo a victoria visitante y blanco a empate.
|                  | AAS | AL  | CIE | CNI | INT | JG    | AUR | LHU  | MEL | SBA | SHU | SC  | TCH | UCV | USM | U   |
| ---------------- | --- | --- | --- | --- | --- | ----- | --- | ---- | --- | --- | --- | --- | --- | --- | --- | --- |
| Alianza Atlético |     | 1-1 | 2-1 | 0-1 | 1-1 | 0-0   | 2-2 | 0-1  | 1-3 | 4-0 | 2-1 | 0-0 | 3-0 | 1-2 | 0-3 | 1-0 |
| Alianza Lima     | 3-0 |     | 2-1 | 4-1 | 1-0 | 3-2   | 1-0 | 4-3  | 2-1 | 4-1 | 4-0 | 1-1 | 3-1 | 0-2 | 2-1 | 0-0 |
| Cienciano        | 0-0 | 2-1 |     | 4-0 | 2-0 | 0-3** | 0-0 | 2-1  | 1-1 | 2-0 | 2-1 | 3-3 | 5-2 | 2-0 | 1-3 | 1-1 |
| CNI              | 3-0 | 0-4 | 1-0 |     | 3-0 | 1-1   | 0-1 | 1-1  | 5-1 | 3-1 | 1-1 | 1-0 | 1-2 | 2-4 | 2-2 | 0-2 |
| Inti Gas         | 4-1 | 2-1 | 3-1 | 2-0 |     | 2-0   | 3-0 | 1-2  | 0-1 | 2-1 | 2-1 | 2-1 | 2-0 | 1-2 | 1-4 | 2-1 |
| José Gálvez      | 0-0 | 0-1 | 1-0 | 0-0 | 1-0 |       | 0-1 | 0-3* | 1-1 | 2-1 | 1-0 | 1-1 | 1-1 | 0-3 | 1-1 | 0-3 |
| Juan Aurich      | 3-1 | 1-1 | 5-2 | 1-1 | 1-0 | 3-0   |     | 3-2  | 1-0 | 3-0 | 2-0 | 2-2 | 2-1 | 2-3 | 1-1 | 2-1 |
| León de Huánuco  | 3-1 | 1-0 | 1-0 | 2-1 | 3-0 | 1-1   | 1-0 |      | 3-1 | 3-1 | 5-2 | 6-0 | 0-1 | 0-0 | 4-2 | 1-0 |
| Melgar           | 2-0 | 4-2 | 3-0 | 1-1 | 2-1 | 2-0   | 1-1 | 0-1  |     | 3-3 | 1-1 | 1-1 | 1-1 | 2-2 | 1-4 | 0-4 |
| Sport Boys       | 0-0 | 2-1 | 2-1 | 2-4 | 1-1 | 2-1   | 1-0 | 0-0  | 2-0 |     | 3-1 | 1-2 | 3-2 | 2-1 | 0-1 | 1-2 |
| Sport Huancayo   | 2-1 | 2-0 | 1-1 | 4-0 | 3-0 | 1-0   | 2-1 | 3-2  | 3-0 | 3-0 |     | 0-1 | 2-2 | 1-0 | 1-2 | 1-0 |
| Sporting Cristal | 2-1 | 1-0 | 0-1 | 5-2 | 4-1 | 1-2   | 1-1 | 1-0  | 3-1 | 1-1 | 4-1 |     | 1-0 | 0-1 | 0-4 | 1-2 |
| Total Chalaco    | 0-0 | 0-1 | 3-0 | 0-1 | 1-0 | 0-0   | 1-2 | 1-0  | 1-2 | 1-1 | 3-2 | 1-0 |     | 0-1 | 2-2 | 1-3 |
| U. César Vallejo | 3-0 | 1-1 | 5-0 | 2-0 | 1-0 | 3-0   | 1-1 | 1-2  | 1-0 | 2-1 | 3-3 | 2-3 | 1-2 |     | 2-0 | 0-1 |
| U. San Martín    | 4-0 | 0-1 | 3-0 | 3-1 | 2-1 | 4-0   | 1-0 | 3-2  | 0-1 | 2-1 | 2-1 | 2-1 | 3-1 | 1-0 |     | 1-1 |
| Universitario    | 2-1 | 0-1 | 2-0 | 1-2 | 1-2 | 1-0   | 1-0 | 1-1  | 3-1 | 3-0 | 3-0 | 1-2 | 0-0 | 2-0 | 1-0 |     |

- (*) El partido entre José Gálvez y León de Huánuco no se jugó por W.O. del elenco chimbotano. León obtuvo los puntos en mesa con un marcador a favor de 0-3.[23]

- (**) El partido entre Cienciano y José Gálvez no se jugó por W.O. del elenco cuzqueño. Gálvez obtuvo los puntos en mesa con un marcador a favor de 0-3.[24]

## Segunda etapa

### Serie impar
| #   | Equipo                 | PJ | G  | E  | P  | GF | GC | Dif | Pts |
| --- | ---------------------- | -- | -- | -- | -- | -- | -- | --- | --- |
| 1.º | Universidad San Martín | 44 | 28 | 7  | 9  | 87 | 39 | +48 | 92  |
| 2.º | Alianza Lima           | 44 | 22 | 12 | 10 | 70 | 48 | +22 | 78  |
| 3.º | Universitario          | 44 | 21 | 11 | 12 | 55 | 31 | +24 | 72  |
| 4.º | Sporting Cristal       | 44 | 18 | 10 | 16 | 58 | 54 | +4  | 64  |
| 5.º | Inti Gas               | 44 | 17 | 5  | 22 | 63 | 69 | -6  | 56  |
| 6.º | CNI                    | 44 | 16 | 8  | 20 | 58 | 71 | -13 | 56  |
| 7.º | José Gálvez            | 44 | 10 | 13 | 21 | 31 | 67 | -36 | 43  |
| 8.º | Total Chalaco          | 44 | 10 | 12 | 22 | 41 | 63 | -22 | 40  |

|    | |
| +1 | La Universidad San Martín obtuvo un punto de bonificación por obtener el segundo puesto del Torneo de Promoción y Reserva de 2010. |
|    | Clasificado a la tercera etapa del torneo y a la fase de grupos de la Copa Libertadores 2011.                                      |

|  |  |

|                  | AL  | CNI | INT | JG  | SC  | TCH | USM | U   |
| ---------------- | --- | --- | --- | --- | --- | --- | --- | --- |
| Alianza Lima     |     | 1-1 | 3-0 | 3-1 | 3-1 | 2-1 | 1-1 | 2-2 |
| CNI              | 2-0 |     | 2-0 | 1-2 | 0-2 | 2-1 | 0-1 | 1-0 |
| Inti Gas         | 2-2 | 5-0 |     | 6-0 | 1-3 | 2-1 | 2-1 | 1-0 |
| José Gálvez      | 1-1 | 2-6 | 3-2 |     | 1-0 | 1-0 | 0-0 | 0-1 |
| Sporting Cristal | 0-1 | 1-0 | 4-2 | 2-0 |     | 0-1 | 0-1 | 0-0 |
| Total Chalaco    | 1-1 | 0-2 | 2-2 | 0-0 | 0-1 |     | 1-5 | 0-0 |
| U. San Martín    | 4-0 | 3-1 | 4-1 | 3-0 | 1-0 | 1-2 |     | 1-0 |
| Universitario    | 0-0 | 2-1 | 1-1 | 3-1 | 1-1 | 1-0 | 1-0 |     |

### Serie par
| #   | Equipo                    | PJ | G  | E  | P  | GF | GC | Dif | Pts |
| --- | ------------------------- | -- | -- | -- | -- | -- | -- | --- | --- |
| 1.º | León de Huánuco           | 44 | 24 | 9  | 11 | 77 | 44 | +33 | 81  |
| 2.º | Universidad César Vallejo | 44 | 19 | 11 | 14 | 64 | 48 | +16 | 70  |
| 3.º | Juan Aurich               | 44 | 19 | 11 | 14 | 62 | 48 | +14 | 68  |
| 4.º | Sport Huancayo            | 44 | 17 | 8  | 19 | 64 | 60 | +4  | 59  |
| 5.º | Sport Boys                | 44 | 15 | 8  | 21 | 54 | 78 | -24 | 53  |
| 6.º | FBC Melgar                | 44 | 13 | 11 | 20 | 53 | 72 | -19 | 50  |
| 7.º | Cienciano                 | 44 | 13 | 10 | 21 | 50 | 69 | -19 | 47  |
| 8.º | Alianza Atlético          | 44 | 10 | 14 | 20 | 45 | 71 | -26 | 44  |

|    | |
| +2 | La Universidad César Vallejo obtuvo dos puntos de bonificación por finalizar en el primer lugar del Torneo de Promoción y Reserva de 2010. |
|    | Clasificado a la tercera etapa del torneo y a la fase de grupos de la Copa Libertadores 2011.                                              |

|  |  |
|  |  |

|                  | AAS | CIE | JA  | LHU | MEL | SBA | SHU | UCV |
| ---------------- | --- | --- | --- | --- | --- | --- | --- | --- |
| Alianza Atlético |     | 2-0 | 1-0 | 2-1 | 1-1 | 2-0 | 0-0 | 1-4 |
| Cienciano        | 2-1 |     | 3-0 | 1-2 | 0-1 | 2-1 | 0-3 | 0-0 |
| Juan Aurich      | 1-3 | 2-3 |     | 1-0 | 2-0 | 4-1 | 3-1 | 3-0 |
| León de Huánuco  | 3-1 | 0-0 | 1-1 |     | 3-1 | 4-0 | 2-0 | 1-1 |
| Melgar           | 3-3 | 2-1 | 0-2 | 1-2 |     | 1-2 | 2-0 | 2-0 |
| Sport Boys       | 2-2 | 2-0 | 2-1 | 3-1 | 2-1 |     | 0-2 | 2-1 |
| Sport Huancayo   | 5-0 | 2-2 | 2-0 | 0-0 | 3-0 | 0-1 |     | 1-0 |
| U. César Vallejo | 2-2 | 1-1 | 0-0 | 1-2 | 2-0 | 2-2 | 2-1 |     |

## Tercera etapa
| 8 de diciembre de 2010, 13:30 | León de Huánuco    | 1:1 (0:0) | Universidad San Martín | Estadio Heraclio Tapia, Huánuco                          |                                                          |
|                               | Carlos Zegarra 51' | Reporte   | Germán Alemanno 90+3'  | Asistencia: 18.090 espectadores Árbitro(s): Manuel Garay | Asistencia: 18.090 espectadores Árbitro(s): Manuel Garay |

| 12 de diciembre de 2010, 15:30 | Universidad San Martín             | 2:1 (2:1) | León de Huánuco       | Estadio Monumental, Lima                                       |                                                                |
|                                | Pedro García 14' · Pablo Vitti 25' | Reporte   | Luis A. Perea 29' (p) | Asistencia: 35.768 espectadores Árbitro(s): Víctor Hugo Rivera | Asistencia: 35.768 espectadores Árbitro(s): Víctor Hugo Rivera |

|                                   |
| Campeón Nacional                  |
| Universidad San Martín 3.º título |

## Tabla acumulada
Muestra los puntos que obtienen los equipos a lo largo de toda la temporada. Sirve para definir la clasificación a los torneos internacionales y la pérdida de categoría.
Tras finalizar primero en la primera etapa, la Universidad San Martín clasificó a la primera fase de la Copa Libertadores 2011, como Perú 3. La acompañarán los otros dos equipos que terminen como líderes de sus liguillas en la segunda etapa, quienes clasificarán a la fase de grupos como Perú 1 y Perú 2  (campeón y subcampeón nacional respectivamente). De darse el caso que la Universidad San Martín gane su liguilla, el cupo Perú 3 pasará al mejor clasificado en la tabla acumulada. Los tres equipos subsiguientes accederán a la Copa Sudamericana. Finalmente, los dos equipos con menor puntaje descenderán a la Segunda División.
| #    | Equipo                    | PJ | G  | E  | P  | GF | GC | Dif | Pts |
| ---- | ------------------------- | -- | -- | -- | -- | -- | -- | --- | --- |
| 1.º  | Universidad San Martín    | 44 | 28 | 7  | 9  | 87 | 39 | +48 | 92  |
| 2.º  | León de Huánuco           | 44 | 24 | 9  | 11 | 77 | 44 | +33 | 81  |
| 3.º  | Alianza Lima              | 44 | 22 | 12 | 10 | 70 | 48 | +22 | 78  |
| 4.º  | Universitario             | 44 | 21 | 11 | 12 | 55 | 31 | +24 | 72  |
| 5.º  | Universidad César Vallejo | 44 | 19 | 11 | 14 | 64 | 48 | +16 | 70  |
| 6.º  | Juan Aurich               | 44 | 19 | 11 | 14 | 62 | 48 | +14 | 68  |
| 7.º  | Sporting Cristal          | 44 | 18 | 10 | 16 | 58 | 54 | +4  | 64  |
| 8.º  | Sport Huancayo            | 44 | 17 | 8  | 19 | 64 | 60 | +4  | 59  |
| 9.º  | Inti Gas                  | 44 | 17 | 5  | 22 | 63 | 69 | -6  | 56  |
| 10.º | Sport Boys                | 44 | 15 | 8  | 21 | 54 | 78 | -24 | 53  |
| 11.º | CNI                       | 44 | 16 | 8  | 20 | 58 | 71 | -13 | 52  |
| 12.º | FBC Melgar                | 44 | 13 | 11 | 20 | 53 | 72 | -19 | 50  |
| 13.º | Cienciano                 | 44 | 13 | 10 | 21 | 50 | 69 | -19 | 47  |
| 14.º | Alianza Atlético          | 44 | 10 | 14 | 20 | 45 | 71 | -26 | 44  |
| 15.º | José Gálvez               | 44 | 10 | 13 | 21 | 31 | 67 | -36 | 43  |
| 16.º | Total Chalaco             | 44 | 10 | 12 | 22 | 41 | 63 | -22 | 40  |

|  |                                                               |
|  | Clasificado a la fase de grupos de la Copa Libertadores 2011. |
|  | Clasificado a la primera fase de la Copa Libertadores 2011.   |
|  | Clasificado a la Copa Sudamericana 2011.                      |
|  | Descendido a la Segunda División Peruana 2011.                |

## Goleadores
| Jugador   | Jugador               | Goles | Equipo (s)                     |
| --------- | --------------------- | ----- | ------------------------------ |
| Argentina | Héber Arriola         | 24    | Universidad San Martín         |
| Colombia  | Luis Perea            | 23    | León de Huánuco                |
| Colombia  | Leonardo Mina Polo    | 22    | Inti Gas                       |
| Argentina | Sergio Almirón        | 21    | CNI                            |
| Uruguay   | Miguel Ximénez        | 19    | Sporting Cristal               |
| Argentina | Germán Alemanno       | 18    | Universidad San Martín         |
| Perú      | Irven Ávila           | 17    | Sport Huancayo                 |
| Panamá    | Luis Tejada           | 16    | Juan Aurich                    |
| Argentina | Franco Daniel Mendoza | 16    | Total Chalaco                  |
| Colombia  | Ricardo Ciciliano     | 15    | Juan Aurich                    |
| Colombia  | Héctor Hurtado        | 15    | Universidad César Vallejo      |
| Perú      | Andy Pando            | 13    | CNI (7) / Sporting Cristal (6) |
| Perú      | Piero Alva            | 13    | Universitario                  |

## Asistencia y recaudación
La siguiente tabla muestra la cantidad de espectadores que acumuló cada equipo en sus respectivos partidos de local. Se asigna en su totalidad el mismo número de espectadores a ambos protagonistas de un juego, además de distinguir entre pagantes e invitados. También se muestra el promedio de espectadores por partido y la recaudación bruta. Cabe señalar que José Gálvez y Cienciano cuentan con un partido menos dado que no se programaron sus encuentros por problemas de deudas.
| #    | Equipo                    | PJ | Pagantes | Invitados | Total   | Prom. | Recaudación (S/.) |
| ---- | ------------------------- | -- | -------- | --------- | ------- | ----- | ----------------- |
| 1.º  | Alianza Lima              | 22 | 157.651  | 19.307    | 176.958 | 8.044 | 1.385.040,38      |
| 2.º  | Cienciano                 | 21 | 142.122  | 28.341    | 170.463 | 8.117 | 938.092,84        |
| 3.º  | Universitario de Deportes | 22 | 131.314  | 25.110    | 156.424 | 7.110 | 1.729.109,29      |
| 4.º  | CNI                       | 22 | 116.084  | 33.331    | 149.415 | 6.792 | 1.289.832,06      |
| 5.º  | José Gálvez               | 21 | 108.888  | 20.460    | 129.348 | 6.159 | 1.032.311,78      |
| 6.º  | Juan Aurich               | 22 | 57.424   | 63.372    | 120.796 | 5.491 | 931.766,52        |
| 7.º  | Sporting Cristal          | 22 | 72.149   | 47.499    | 119.648 | 5.439 | 1.352.637,14      |
| 8.º  | León de Huánuco           | 22 | 103.916  | 990       | 104.906 | 4.769 | 1.475.823,30      |
| 9.º  | Universidad César Vallejo | 22 | 68.597   | 8.832     | 77.429  | 3.520 | 880.843,16        |
| 10.º | Sport Huancayo            | 22 | 69.827   | 7.365     | 77.192  | 3.509 | 873.240,80        |
| 11.º | FBC Melgar                | 22 | 63.523   | 13.233    | 76.756  | 3.489 | 674.114,76        |
| 12.º | Inti Gas                  | 22 | 64.114   | 8.207     | 73.321  | 3.287 | 931.527,42        |
| 13.º | Sport Boys                | 22 | 57.975   | 8.249     | 66.224  | 3.010 | 590.460,26        |
| 14.º | Universidad San Martín    | 22 | 31.327   | 15.294    | 46.621  | 2.119 | 389.231,94        |
| 15.º | Total Chalaco             | 22 | 34.456   | 4.988     | 39.444  | 1.793 | 582.608,32        |
| 16.º | Alianza Atlético          | 22 | 22.594   | 2.174     | 24.768  | 1.126 | 392.301,16        |

| Equipo                 | PJ | Pagantes | Invitados | Total  | Recaudación (S/.) | Total anual | Recau. anual (S/.) |
| ---------------------- | -- | -------- | --------- | ------ | ----------------- | ----------- | ------------------ |
| León de Huánuco        | 1  | 18.000   | 90        | 18.090 | 426.347,90        | 122.996     | 1.902.171,20       |
| Universidad San Martín | 1  | 34.318   | 1.450     | 35.768 | 721.900,10        | 82.389      | 1.111.132,04       |